# Phylocentropus cretaceous
Phylocentropus cretaceous is een fossiele soort schietmot uit de familie Dipseudopsidae.